# Aeroportul Kapanda
Aeroportul Kapanda (IATA: KNP, ICAO: FNCP) este un aeroport din Provincia Malanje, Angola ce deservește zona Barajul Capanda.
Situat la o altitudine de 1.026 m, aeroportul dispune de o singură pistă.